# Sofronis Avgousti
Sofronis Avgousti (* 9. März 1977 in Limassol) ist ein ehemaliger zyprischer Fußballspieler und heutiger Trainer.

## Karriere

### Verein
Avgousti spielt seit seiner Jugend bei Apollon Limassol, wo er Stammtorwart war. Nach neun erfolgreichen Jahren wechselte er zu AEK Larnaka, wo er zwei Jahre spielte. Danach ging er zurück zu Apollon Limassol, wo er aber kaum zum Einsatz kam und zur Saison 2009/10 zum Aris Limassol wechselte. Ein halbes Jahr später ging er zu APOEL Nikosia, wo er den Verein im Sommer ohne Einsatz wieder verließ. Bis zu seinem Karriereende 2013 spielte er dann erneut für Apollon Limassol.

### Nationalmannschaft
Für die Nationalmannschaft Zyperns bestritt er von 2004 bis 2010 elf Länderspiele.

### Trainer
Von 2013 bis 2016 war Avgousti Co-Trainer von Apollon Limassol und bis 2020 Cheftrainer des Vereins. Im Februar 2023 wurde er von Omonia Nikosia verpflichtet.

## Erfolge

### Als Spieler
- Zyprischer Pokalsieger: 2001, 2013
- Zyprischer Meister: 2006

### Als Trainer
- Zyprischer Superpokalsieger: 2016, 2017
- Zyprischer Pokalsieger: 2017